# Francisco Cano Consuegra
Francisco Cano Consuegra (La Carolina, Jaén, 21 de marzo de 1955-Tarrasa, Barcelona, 14 de diciembre de 2000) fue un político del Partido Popular, asesinado por ETA el 14 de diciembre del 2000.

## Biografía
Francisco Cano Consuegra fue asesinado por ETA en Tarrasa el día 14 de diciembre del año 2000, a los 45 años. Tenía una pequeña empresa de fontanería y era concejal del Partido Popular en la localidad de Viladecaballs. Estaba casado y tenía dos hijas.

### Asesinato
El comando Barcelona, también conocido como  Gaztelugatxe, tomó como objetivo a Francisco Cano Consuegra. Mediante prensa e internet obtuvieron información del edil. Los etarras Fernando García Jodrá y Lierni Armendáriz González de Langarika vigilaron a Francisco Cano en su domicilio y en el taller de fontanería que poseía. La madrugada del 14 de diciembre de 2000, Lierni Armendaritz y García Jodrá se desplazaron al domicilio de Francisco Cano.
El concejal aparcó su furgoneta Citroën C-15 en su aparcamiento particular sobre la 1:45 horas. La etarra Lierni Armendáriz forzó con un destornillador la cerradura del portón trasero del vehículo mientras que García Jodrá colocó en su interior la bomba lapa, con un kilo de material explosivo. El 14 de diciembre de 2000, Francisco Cano Consuegra salió de su domicilio, en torno a las 7:45 horas, con destino al taller de fontanería de su propiedad. Cogió su vehículo y paró para desayunar en la carretera de Olesa a Montserrat. Después, el concejal siguió con sus rutinas laborales condujo su vehículo. A las 10:50 horas aproximadamente, se produjo la explosión, cuyo estruendo llegó a un kilómetro de distancia. La bomba lo dejó gravemente herido. El coche quedó esparcido en un radio de 30 metros.
La Policía Local se desplazó de manera inmediata al igual que la ambulancia. Francisco Cano pedía ayuda y sangraba de la cabeza y espalda, manteniendo las constantes vitales. Fue trasladado al Hospital Mutua de Tarrasa en estado crítico con un traumatismo craneoencefálico y estallido en la zona glúteo-lumbo-sacra y peritoneal. Tras una intervención para detener las hemorragias que le había causado la explosión, se certificó su fallecimiento a las 13:45 horas.
Por estos hechos fueron procesados en 2003 Lierni Armendáriz González de Langarica, Fernando García Jodrá, Laura Riera y Zigor Larredonda. La Sección Cuarta de la Sala de lo Penal de la Audiencia Nacional dictó sentencia en noviembre del año 2004. Lierni Armendáriz González de Langarica y Fernando García Jodrá fueron condenados a 47 años de cárcel. Sin embargo, Laura Riera y Zigor Larredonda fueron absueltos.
Tras este atentado, no consta ninguna reivindicación concreta por parte de la banda terrorista ETA.